# Eric André
Eric Samuel André (* 4. dubna 1983) je americký komik, herec, moderátor, spisovatel, televizní producent a hudebník. Známým se stal moderováním komediálního pořadu The Eric Andre Show (2012 až 2023). Hrál například v seriálech Man Seeking Woman (2015 až 2017) a Rozčarování (2018 až 2023), také v remaku Lvího krále z roku 2019.

## Mládí
Narodil se 4. dubna 1983 v Boca Raton na Floridě. Matka je Američanka aškenázského židovského původu a otec byl afrohaitský přistěhovalec, který pracoval jako psychiatr. Sám André se identifikuje jako černoch i Žid. V roce 2005 vystudoval Berklee College of Music v Bostonu.

## Kariéra
Vystupovat začal v roce 2003. V roce 2012 produkoval a sám moderoval pořad The Eric Andre Show, který parodoval ostatní talk show.
Ve stejném roce hrál jednu z hlavních postav seriálu Mrcha od vedle. Ve vedlejší roli se objevoval v sitcomu 2 socky. V roce 2015 hrál v seriálu Man Seeking Woman.
Do roku 2023 byl stálým dabérem animovaného komediálního seriálu Rozčarování.
Celou svojí kariéru se věnuje humoru, zejména stand-upu. Účinkoval a spolupracoval na improvizačním pořadu Impractical Jokers.
V roce 2024 získal cenu Emmy za své účinkování v The Eric Andre Show.

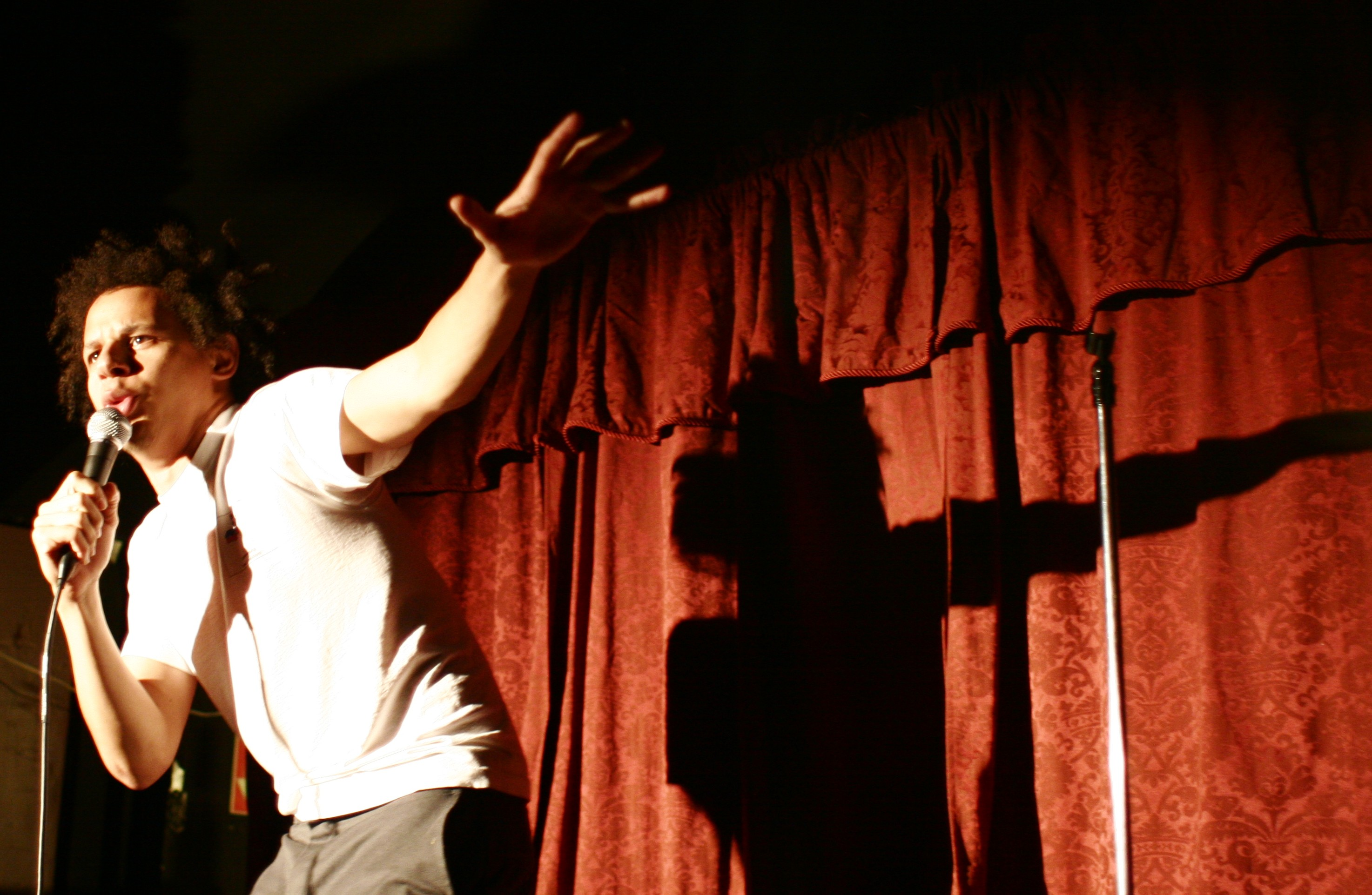
Eric André během vystoupení v roce 2007

## Osobní život
V letech 2016 a 2017 chodil s herečkou Rosario Dawson. V březnu 2021 uvedl, že je ve vztahu s ženou, kterou potkal na farmářském trhu.
Je agnostický ateista a praktikuje transcendentální meditaci.
V roce 2016 v rozhovoru komediálním způsobem odtajnil svoji bisexuální orientaci.
V říjnu 2022 s komikem Claytonem Englishem, podali žalobu na okres Clayton County v Georgii. Údajně měli být uráženi a nezákonně prohledáni na mezinárodním letišti Hartsfield-Jackson v Atlantě.

## Diskografie
- BLARF (EP, 2014)
- Cease & Desist (LP, 2019)